# Laetia coriacea
Laetia coriacea är en videväxtart som beskrevs av Richard Spruce och August Wilhelm Eichler. Laetia coriacea ingår i släktet Laetia och familjen videväxter. Inga underarter finns listade i Catalogue of Life.